# 박종식 (일제 강점기)
박종식(朴鍾殖, 1910년 12월 20일 ~ 1948년 10월 23일)은 한국의 독립운동가이다. 정치가 박지원의 선친이기도 하다.

## 생애
1910년 전라남도 진도군에서 태어났다. 목포상업학교 3학년 당시 1929년 광주학생항일운동이 일어나자 최창호, 이재실, 정찬규 등과 함께 목포에서도 동조시위를 벌이기로 결의하면서 독립운동에 나섰다. 1929년 11월 19일 피감금학생 즉시탈환, 총독부 폭압정치 절대반대, 피압박 민족해방 만세 등의 구호의 대형 깃발 3개와 소형 깃발 약 120개, 격문 약 1,500매를 준비하여 정명여학교 앞에 집결하여 시위행진을 전개하다 일경에 체포되었다. 이듬해인 1930년 광주지방법원에서 보안법 및 출판법 위반으로 징역 6월형을 받아 대구복심법원 공소심에서 형이 확정되어 광주형무소에서 복역했다. 그 후 만기출감하였으며 이후 1946년 한국독립당 당무위원 직위를 지냈다. 1993년 공적을 인정받아 대한민국 정부로부터 건국포장이 추서되었다. 정치인 박지원은 그의 막내아들이다.

## 참고 자료
- 독립유공자 공훈록-박종식 보관됨 2016-03-04 - 웨이백 머신
- 두산백과사전-박종식[깨진 링크(과거 내용 찾기)]